# Mecistoptera albisigna
Mecistoptera albisigna är en fjärilsart som beskrevs av George Francis Hampson 1912. Mecistoptera albisigna ingår i släktet Mecistoptera och familjen nattflyn. Inga underarter finns listade i Catalogue of Life.